# Спор о методах
Спор о методах (нем. Methodenstreit) — происходившая в 80-90-х годах XIX века дискуссия между двумя экономическими школами — австрийской и исторической. Спор о методах стал важным этапом в развитии экономической науки.

## Предпосылки
В 70-х годах XIX столетия в Австро-Венгерской и Германской империях начали формироваться две экономические научные школы, которые вошли в историю под названием «австрийской» и «молодой исторической». Различные методы, которые использовала каждая из них вылилась в научную дискуссию, насыщенную обоюдными обвинениями, которую впоследствии назвали «спором о методах» (нем. Methodenstreit).

## Суть конфликта

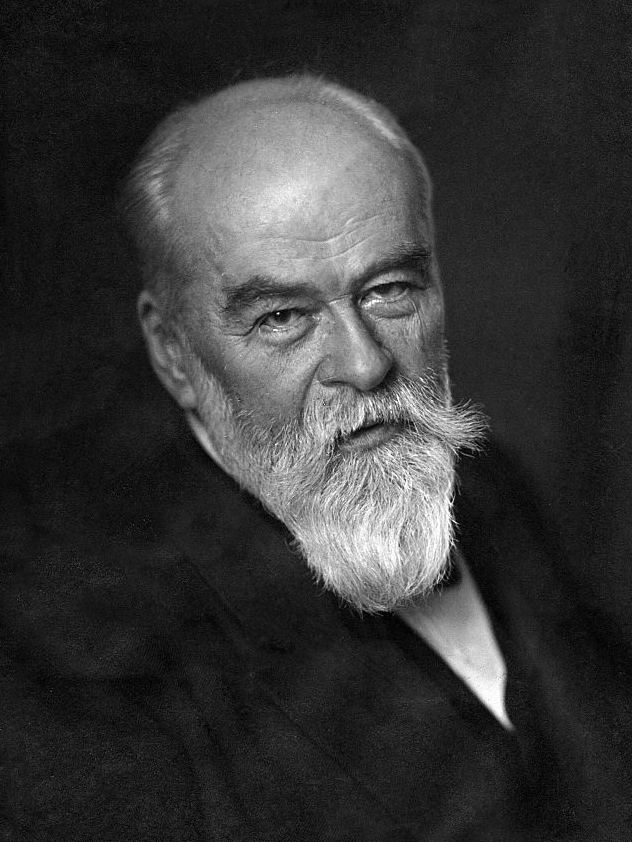
Лидер «молодой» исторической школы Густав фон Шмоллер

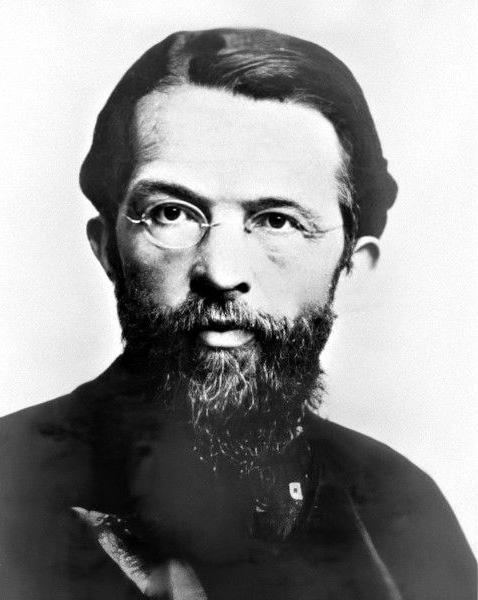
Основатель австрийской школы Карл Менгер

Основатель т. н. «молодой» исторической экономической школы Густав фон Шмоллер выступил против индивидуализма представителей классической школы. Он утверждал, что экономика должна быть исторической, основанной на эмпирических и индуктивных исследованиях (то есть логических выводов на основе перехода от частных выводов к общим), этично и практически ориентированной, направленной на междисциплинарный подход и изучение институциональной (комплекса исследований различных объединений людей) динамики. Изначальная установка, что экономические законы должны быть универсальными, а политическая экономия не может описывать и выделять характерные для определённого общества экономические теории, привела представителей австрийской школы к конфронтации с немецкой исторической. «Историки» инкриминировали Менгеру, как её основателю, «атомизм» и «космополитизм».
В противовес «историкам» К. Менгер считал, что экономическая наука не зависит от исторических обстоятельств и национальной специфики. Он утверждал, что задача учёного-экономиста состоит в том, чтобы свести явления народного хозяйства к простейшим элементам. Также он считал, что изучение экономики с помощью методов истории противоречит самой сути данной науки:
Политическая экономия есть наука теоретико-практическая, и считать её наукой исторической – столь же ошибочно, как если бы пожелали историю или статистику народного хозяйства подчинить методологическим точкам зрения теоретических или практических наук.

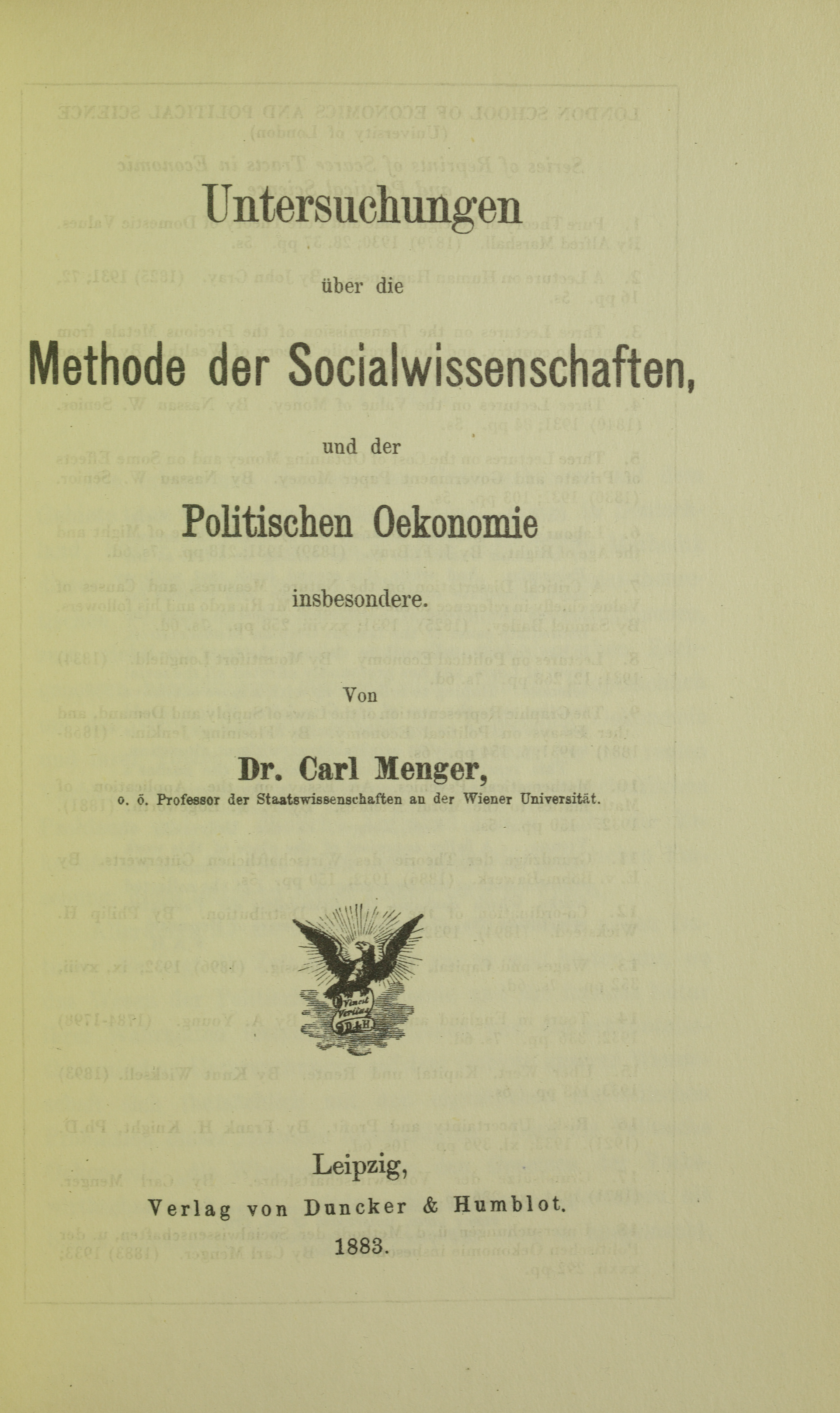
Исследование метода социальных наук и политической экономии в частности

Менгер боролся против использования истории как средства обнаружения эмпирических экономических законов. Он считал, что функцией теории является воспроизведение структуры социального целого из его частей с помощью процедуры, которую Шумпетер назвал методологическим индивидуализмом, а сам Менгер — «синтетическим методом». В 1883 году он опубликовал книгу «нем. Untersuchungen über die Methode der Sozialwissenschaften und der politischen Ökonomie insbesondere» («рус. Исследование метода социальных наук и политической экономии в частности»), в которой подвергал методы «историков» уничижающей критике. В частности он подчёркивал, что подходы оппонентов не имеют с политической экономией ничего общего и только вредят науке.
Прямое нападение на единственную признанную в Германии доктрину привлекло внимание. Оно спровоцировало лидера «молодой» исторической школы Густава фон Шмоллера ответить оскорбительной статьёй «нем. Zur Methodologie der Staats- und Sozialwissenschaften» («рус. К методологии государственных и социальных наук»). Менгер принял вызов и ответил работой «нем. Die Irrthümer des Historismus in der deutschen Nationalökonomie» («рус. Ошибки историцизма в немецкой национальной экономике»), написанном в форме письма к другу.
Вслед за учителями в конфликт вступили ученики. Возникла редкая для научного мира атмосфера враждебности. При появлении работы «Ошибки историцизма в немецкой национальной экономике» Шмоллер направил в один из журналов письмо со следующим текстом для публикации:
Уважаемый господин, я получил с почтой Вашу книгу Ошибки историцизма в немецкой экономической теории. К ней было приложено уведомление "От автора", так что я должен поблагодарить Вас лично за присылку книги. Многие уже говорили мне, что эта книга представляет собой, в сущности, прямую атаку на меня, и беглый просмотр первой же страницы полностью подтверждает это. Хотя я должен бы быть признательным Вам за внимание и за благое намерение просветить меня, полагаю, что лучше мне в этой литературной войне сохранить верность принципам. Поэтому вынужден познакомить Вас с ними и рекомендую также им следовать: вы сэкономите много времени и желчи. Все подобные личные нападки на меня я выбрасываю в печку или в мусорную корзину, особенно когда от автора уже ни приходится ждать ничего хорошего. Я никогда не следую полемической манере многих немецких профессоров, и не утомляю внимания публики литературными войнами. Но мне не хотелось бы быть грубым, и уничтожить столь хорошо изданную маленькую книжку. Посему я возвращаю её Вам с выражением непременной признательности и с настоятельным советом найти ей лучше применение. Я буду признателен Вам за все будущие нападки. Потому что "в большой вражде – много чести". Искренне Ваш, Г. Шмоллер
Шмоллер заявил о том, что последователи «абстрактной» австрийской школы не могут быть преподавателями в немецких университетах, так как не соответствуют требованиям. Будучи достаточно влиятельным учёным он сумел навязать свой запрет на государственном уровне.

## Последствия
В данном споре отсутствовали «полные победители» и «полные проигравшие». Дискуссия способствовала формированию австрийской экономической школы. Ряд её положений популярны и в начале XXI века, в то время как историческая школа, в первоначальном смысле слова, прекратила своё существование.